# Alphonse Gallegos
Alphonse Gallegos (ur. 20 lutego 1931 w Albuquerque; zm. 6 października 1991 w Sacramento) – amerykański biskup, Czcigodny Sługa Boży Kościoła katolickiego.

## Życiorys
Alphonse Gallegos urodził się w wielodzietnej rodzinie. Jego ojciec był stolarzem, a matka gospodynią. Od urodzenia cierpiał na krótkowzroczność i przed wstąpieniem do seminarium, przeszedł operację oczu. Potem wstąpił do seminarium. W dniu 24 maja 1958 roku otrzymał święcenia kapłańskie. Od 1970 do 1979 roku był proboszczem parafii w San Miguel i Cristo Rey. 24 sierpnia 1981 roku został mianowany przez papieża Jana Pawła II biskupem pomocniczym w rzymskokatolickiej diecezji Sacramento jako tytularnego biskupa Sasabe. Został wyświęcony na biskupa 4 listopada 1981 roku. W dniu 6 października 1991 roku został potrącony przez samochód i zmarł na skutek odniesionych obrażeń. W 2005 roku rozpoczął się jego proces beatyfikacyjny, a w dniu 24 marca 2010 roku jego ciało zostało ekshumowane i przeniesione do katedry Najświętszego Sakramentu i 25 marca 2010 roku jego szczątki przeniesiono do sanktuarium Matki Bożej z Gwadelupy.